# Eddy Mazzoleni
Eddy Mazzoleni (ur. 29 lipca 1973 w Bergamo) – włoski kolarz występujący w sezonie 2007 w Team Astana. Jego największym sukcesem jest 3. miejsce w Giro d'Italia w 2007. Mazzoleni jest szwagrem Ivana Basso.
30 czerwca 2007] Eddy Mazzoleni został zwieszony przez Astanę w związku z podejrzeniem o stosownie środków dopingujących oraz kontakty z doktorem Carlo Santuccione.
16 lipca 2007 postanowił zakończyć karierę sportową.

## Sukcesy
- 1999 – 3. miejsce w Giro di Lombardia
- 2000 – zwycięzca etapu w Tour de Romandie
- 2000 – zwycięzca etapu w Tour de Suisse
- 2003 – zwycięzca Schynberg-Rundfahrt
- 2005 – zwycięzca Giro del Veneto
- 2007 – 3. miejsce w Giro d'Italia